# Manipurbuskvaktel
Manipurbuskvaktel (Perdicula manipurensis) är en hotad hönsfågel i familjen fasanfåglar som enbart förekommer i nordöstra Indien. IUCN kategoriserar den som sårbar.

## Utseende och läten
Manipurbuskvakteln är en 20 cm lång buskvaktel med distinkt mörk dräkt. Den är mestadels mörkgrå med en vitaktig fläck på tygeln, otydligt ögonbrynsstreck samt  gyllenbeige buk och undergump med kraftiga, svarta teckningar. Hanen har kastanjefärgad panna och strupe. Lätet beskrivs i engelsk litteratur som ett klart och visslande "whit-it-it-t-t", som ökar i både tonhöjd och hastighet.

## Utbredning och systematik
Manipurbuskvaktel delas in i två underarter med följande utbredning:
- Perdicula manipurensis manipurensis – förekommer i Manipur och Assam Hills (söder om Brahmaputra)
- Perdicula manipurensis inglisi – förekommer i Västbengalen och Assam (norr om Brahmaputra)

## Levnadssätt
Manipurbuskvakteln hittas i fuktiga gräsmarker, ibland i träsk och mossar, där den noterats i upp till tre meter hög växtlighet. Åtminstone förr hittades den i smågrupper om fyra till tolv fåglar som var skygga och mycket svåra att få syn på när de sällan tog till vingarna. Den verkar häcka mellan januari och maj.

## Status och hot
Manipurbuskvakteln är en mycket dåligt känd art med inga bekräftade fynd sedan 1932, även om den har rapporterats från Dibru-Saikhowa Wildlife Sanctuary i mars 1998 och i Manas National Park i Assam 2006. Några heltäckande eftersökningar har inte gjorts, men frånvaron av fynd tyder på att det eventuellt kvarvarande beståndet är mycket litet. IUCN kategoriserar därför arten som akut hotad.